# Sahtus

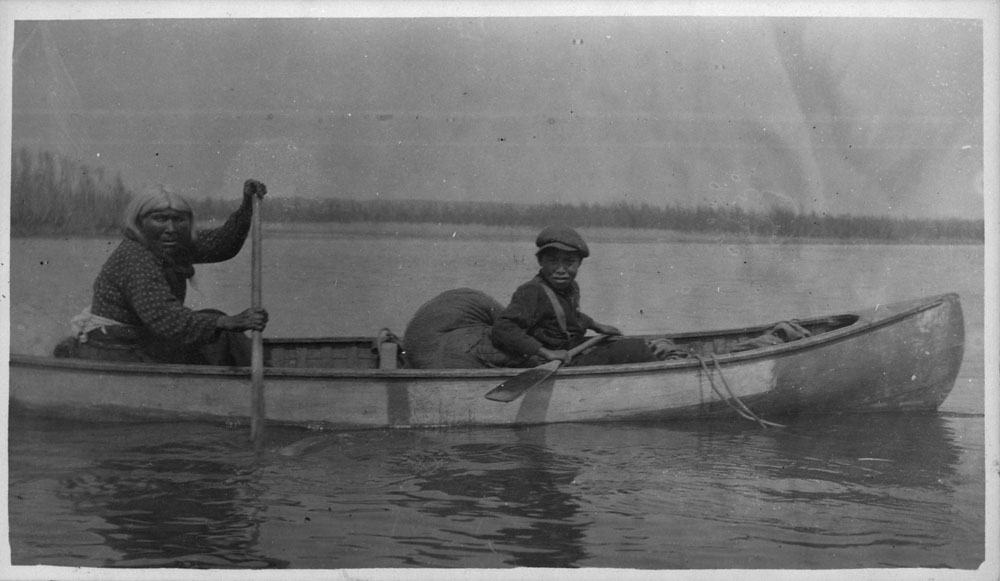
Femme et garçon sahtus dans un canoë (début du XXe siècle).

Les Sahtus sont un peuple autochtone déné vivant à proximité du Grand lac de l'Ours (qu'ils appellent Sahtu à l'origine de leur nom) dans les territoires du Nord-Ouest au Canada. Délįne est l'une de leurs communautés.
Ils parlent l'esclave, une langue langue athapascane septentrionale.
La communauté sahtu de Délįne a été touchée par sa participation au transport du minerai de Port Radium (en). À l'ouverture de cette mine en 1932, le minerai est traité pour son contenu en radium, cuivre et argent. À partir de 1942, pour satisfaire les besoins du projet Manhattan, la mine est réorientée vers l'extraction de l'uranium. Les Sahtu sont employés pour transporter les minerais radioactifs des territoires du Nord-Ouest jusqu'en Ontario ou aux États-Unis où ils sont traités jusqu'en 1960, date de la fermeture de la mine d'uranium (la production de Port Radium est alors à nouveau réorientée vers l'argent). Puisque la plupart de l'uranium présent en Europe était contrôlé par les Nazis, les gisements canadiens étaient essentiels à la création des premières bombes atomiques. Inconscients des effets de la radiation, les Sahtu utilisaient des sacs en tissu pour transporter les minerais. Finalement, les effets dévastateurs de l'irradiation ont considérablement affecté la communauté de Deline.
Un documentaire réalisé en 1999 par Peter Blow intitulé A Village of Widows détaille cette expérience dramatique,.

#### Droit international
- Peuple autochtone, Droit des peuples autochtones (Déclaration des droits des peuples autochtones)
- Coutume, Savoirs traditionnels
- Doctrine de la découverte, Terra nullius
- Colonisation, Décolonisation

#### Études théoriques
- Études postcoloniales